# Fiodor Kharitonov
Fiodor Mikhaïlovitch Kharitonov (en russe : Фёдор Миха́йлович Харито́нов) est un général de l'Armée soviétique.

## Biographie
Il est né le 11 janvier 1899, il étudie en primaire dans son village natal. Il entre dans l'Armée rouge en 1919 et participe à la guerre civile. 
Au printemps 1941, il commande le 2e corps aéroporté et en juillet 1941 il devient chef d'état-major adjoint du front du Sud. En septembre 1941, il commande la 9e armée du front du Sud et en juillet 1942 il commande la 6e armée. Son armée participe à la bataille de Stalingrad.
Il meurt le 28 mai 1943 de maladie.